# Mesmerische Offenbarung
Mesmeric Revelation (Originaltitel Mesmeric Revelation) ist der Titel einer Kurzgeschichte des amerikanischen Schriftstellers Edgar Allan Poe, die im August 1844 in The Columbian Lady’s and Gentleman’s Magazine erschien und häufig nachgedruckt wurde.
Wie in den Erzählungen Eine Geschichte aus den rauhen Bergen und Die Tatsachen im Fall Waldemar geht es auch in ihr um das in der schwarzen Romantik beliebte Sujet des Mesmerismus.
Im Mittelpunkt steht ein langer philosophischer Dialog zwischen einem Hypnotiseur und seinem schwindsüchtigen Patienten, der im mesmerisierten Zustand Fragen zur Unsterblichkeit, zum Leben nach dem Tod, Äther und Wesen Gottes beantwortet und dabei dem Tode immer näher kommt.

## Inhalt
Zu Beginn verteidigt der Ich-Erzähler, ein Arzt, die Existenz des Mesmerismus, der nahezu weltweit anerkannt sei und mit dessen Beweis er die Leser nicht langweilen wolle. Stattdessen gibt er ein Gespräch mit einem Patienten namens Vankirk wieder, der an Schwindsucht leidet und den er seit einiger Zeit mesmerisiert.
Eines Nachts ruft Vankirk ihn ans Krankenbett, um über seine psychischen Eindrücke und Überzeugungen zu sprechen. Bislang hatte er die Unsterblichkeit der Seele trotz eines vagen Gefühls geleugnet, sie existiere doch. Werke Victor Cousins und einiger seiner Epigonen sowie philosophische Abhandlungen konnten ihm auf dem Wege der Erkenntnis nicht weiterhelfen.
So bittet er den Arzt, ihn zum Mesmerisieren und dann als Medium zu befragen, verfüge man in diesem Zustand doch über eine tiefere Selbsterkenntnis.
Vankirk glaubt, an seiner Krankheit sterben zu müssen, was ihn allerdings nicht weiter berührt. Gott ist für ihn weder immaterieller, geistiger, noch materieller Natur, sondern besteht aus einer Form der Materie, die nicht mehr in Teilchen auflösbar ist, alles durchdringt und antreibt. Was man Gedanke nenne, sei diese sich bewegende feinstoffliche Materie. Geist sei die „unteilbare Materie, also Gott, im Ruhezustand.“
Ob es nicht respektlos sei, Gott mit bloßer Materie gleichzusetzen, möchte der Erzähler wissen. Nach Vankirks Auffassung hingegen ist Gott mit allen „dem Geiste zugeschrieben(en)“ Kräften lediglich die höchste Stufe der Materie; alle Geschöpfe bis zum Menschen seien „Gedanken Gottes“.
Den Tod selbst versteht er als schmerzhafte Metamorphose von der gegenwärtigen Inkarnation zur Vollendung und Unsterblichkeit. Wie die Raupe den Sinn der Metamorphose nicht erkenne, wisse auch der lebende Mensch noch nichts von der zukünftigen Bestimmung, die sich seinen rudimentären, nur auf die leibliche Hülle gerichteten Sinnen entziehe. Seine Organe glichen einem Käfig, der die noch unvollkommenen Wesen „notwendig umfängt, bis sie flügge geworden sind“ und ins ewige, anorganische Leben übergingen.
Das mesmerische Bewusstsein ähnele dem ewigen Leben, da die Sinne ruhten und die Dinge unmittelbar erkannt werden könnten.
Im weiteren Verlauf spricht Vankirk über die Bewegungen von Himmelskörpern, über die atomare Struktur der Materie, den Unterschied zwischen ihr und dem Äther und über den letztlich unergründlichen Geist. Im „anorganischen Leben“ existierte nichts, was die „göttliche Willenskraft“ behindern würde. Im Bereich des Organischen mit seinen beschränkenden Gesetzen seien diese Unvollkommenheiten hingegen notwendig und führten zu Verletzungen, Unrecht und Leid. Sinnlos sei indes auch dieses Leiden nicht, denn um glücklich sein zu können, müsse man zuvor an demselben Punkt gelitten haben. „Das Leid dieses Lebens auf Erden ist die einzige Basis, auf welcher die Seligkeit jenes Lebens im Himmel gründet.“
Als Vankirk seine letzten Worte flüstert, fällt dem Erzähler ein eigenartiger Gesichtsausdruck auf, und beunruhigt weckt er ihn auf. Kurz darauf aber sinkt der Kranke mit einem Lächeln ins Kissen zurück und stirbt. Da die Leichenstarre ungewöhnlich rasch einsetzt und die Stirn des Verstorbenen eiskalt ist, als hätte „Asraels drückende Hand“ bereits längere Zeit auf ihr gelegen, überlegt der Erzähler, ob er die letzten Worte aus dem Jenseits vernommen hat.

## Hintergrund und Einflüsse
Mesmeric Revelation war die erste Erzählung Poes, die Charles Baudelaire ins Französische übertrug und damit die europäische und später amerikanische Rezeption des Œuvres entscheidend prägte. Neben dem umfangreichen späten Essay Heureka ist sie seine einzige längere philosophische Studie.
Der Spiritist Andrew Jackson Davis hielt im Sommer 1844 in New York Vorlesungen über Mesmerismus und verwandte Phänomene, die Poe vermutlich besuchte. In seiner Autobiographie The Magic Stuff schrieb Davis, er habe mit Poe über eine Erzählung gesprochen, die zwar erfunden, deren philosophischer Gedankengang allerdings konsequent und wahr sei. Poe, der sich nach dem Gespräch verabschiedete und nicht wiederkehrte, hielt indes keine großen Stücke auf Davis, denn in seiner Sammlung Fifty Suggestions wandelte er ein Zitat aus Hamlet bezeichnenderweise ab: „Es kann nicht mehr Dinge im Himmel und auf Erden geben als Eure Schulweisheit (oh Andrew Jackson Davis!) Euch träumen lässt.“
Azrael ist der Name des Engels, der den Sterbenden begleitet und dessen Seele vom Körper löst; er findet sich auch in Poes Dramenfragment Politian wie in seiner Kurzgeschichte Ligeia.
Der Erfolg des Werkes motivierte Poe, den animalischen Magnetismus in seiner Kurzgeschichte um den sterbenden M. Ernest Valdemar erneut aufzugreifen, dessen Körper nur noch durch die magnetische Kraft zusammengehalten wird und am Ende in eine widerliche Masse zerfällt.
Viele Leser hielten die Geschichten für authentische Berichte, wodurch sich die zahlreichen Nachdrucke erklären lassen.
Hatte Immanuel Kant den Mesmerismus abgelehnt und auf eine Stufe mit den Praktiken von Bauchrednern und Schwarzkünstlern gestellt, wurde er in der schwarzen Romantik wieder aufgegriffen. Auch der Deutsche Idealismus blieb nicht unberührt. Schelling glaubte, dass Menschen im magnetischen Schlaf „zur höchsten innern Klarheit und einem Bewußtseyn ihrer selbst“ vordringen könnten, während Hegel Möglichkeiten aber auch Risiken erkannte. Für ihn konnte der „schlafhaft magnetische(n) Zustand“ den zerrissenen Menschen mit sich selbst vereinen; die Spaltung der Person könne allerdings auch zu weit führen und sich krankhaft verfestigen.

## Deutsche Übersetzungen (Auswahl)
- 1901: Hedda Moeller: Mesmeristische Enthüllungen. J.C.C. Bruns, Minden.
- 1922: Wolf Durian: Eine mesmeristische Offenbarung. Propyläen, München.
- 1922: Hans Kauders: Mesmerische Offenbarung. Rösl & Cie., München.
- 1966: Hans Wollschläger: Mesmerische Offenbarung. Walter Verlag, Freiburg i. Br.
- 1989: Heide Steiner: Mesmerische Offenbarung. Insel-Verlag, Leipzig, ISBN 3-7351-0115-1.
- 2017: Andreas Nohl: Mesmerische Offenbarung. dtv, München, ISBN 978-3-423-28118-8.